# Ể
Ể (minuscule : ể), appelé E accent circonflexe crochet en chef, est une lettre latine utilisée dans l’écriture du vietnamien.
Il s’agit de la lettre E diacritée d’un accent circonflexe et d’un crochet en chef.

## Utilisation
En vietnamien, le E circonflexe ‹ Ể, ể › représente la voyelle /e/ et le crochet en chef indique un ton moyen tombant-montant.

## Représentations informatiques
Le E accent circonflexe crochet en chef peut être représenté avec les caractères Unicode suivants : 
- précomposé et normalisé NFC (latin étendu additionnel)[1] :

| formes    | représentations | chaînes de caractères | points de code | descriptions                                                    |
| --------- | --------------- | --------------------- | -------------- | --------------------------------------------------------------- |
| capitale  | Ể               | Ể                     | U+1EC2         | lettre majuscule latine e accent circonflexe et crochet en chef |
| minuscule | ể               | ể                     | U+1EC3         | lettre minuscule latine e accent circonflexe et crochet en chef |

- décomposé et normalisé NFD (latin de base, diacritiques) :

| formes    | représentations | chaînes de caractères | points de code       | descriptions                                                                         |
| --------- | --------------- | --------------------- | -------------------- | ------------------------------------------------------------------------------------ |
| capitale  | Ể               | E◌̂◌̉                   | U+0045 U+0302 U+0309 | lettre majuscule latine e diacritique accent circonflexe diacritique crochet en chef |
| minuscule | ể               | e◌̂◌̉                   | U+0065 U+0302 U+0309 | lettre minuscule latine e diacritique accent circonflexe diacritique crochet en chef |